# マルティネンゴのピエタ
『マルティネンゴのピエタ』（伊: Pietà Martinengo）は、イタリアのルネサンス期ヴェネツィア派の巨匠、ジョヴァンニ・ベッリーニが1505年頃に制作した板上の油彩画である。聖母の左側の岩に画家の署名がある。以前はマルティネンゴ家とドナ・デッレ・ローズのコレクションにあったが、現在はヴェネツィアのアカデミア美術館に所蔵されている。
ベッリーニの最後の作品の一つであり、画家がこの時期でもなおティツィアーノとジョルジョーネの革新に順応し、ピエタのドイツ版である「ヴェスパービルト」の要素を取り入れていることを示している。アルブレヒト・デューラーはこの時期にヴェネツィアにいたが、本作のゆがんだ手と鋭い描線で描かれた布地はデユーラーの作品を想起させる。この作品は、『聖ザッカリア祭壇画』とほぼ同時期に描かれた最後のベッリーニのピエタであった。
芝生が人物たちを囲んでおり、聖母マリアの閉ざされた庭の象徴となっている。背後には象徴的としてのイチジクの木のある砂漠、ヴィチェンツァ（ドゥオーモ、鐘楼、パラディアナ大聖堂）、ラヴェンナ（サン・タポリナーレ・イン・クラッセ聖堂の鐘楼）、チビダーレ（ナティゾーネに架かる橋であるディアボロ橋）の町に基づいた建物がある。